# Sankt Veit in der Gegend
Sankt Veit in der Gegend ist eine Ortschaft in der Steiermark und als St. Veit eine Katastralgemeinde von Mühlen am Zirbitzkogel. Bis 1964 war es eine eigene Gemeinde im Bezirk Murau.

## Orte
Orte in der Katastralgemeinde sind das Dorf Aich, die Rotten Gstein, Niederdorf, Pörtschach, Prethal und Velden (874 m ü. A.), die zerstreuten Häuser Alpl sowie mehrere Einzellagen. Das denkmalgeschützte Schloss Velden (Listeneintrag) liegt auch in der Katastralgemeinde.

## Geschichte
Slawische Haus- und Flurnamen in und um Sankt Veit in der Gegend weisen auf eine Besiedlungswelle in der Slawenzeit (ab dem 6. Jahrhundert) hin.
Der Ortsteil Pörtschach führt sogar einen rein-slawischen Namen. Sankt Veit selbst ist nach einem Kirchenpatron benannt, daher muss es vor der Kirchenerrichtung anders geheißen haben. Es käme zum Beispiel der Name Oberdorf in Frage, dies würde im Zusammenhang mit Niederdorf (zwischen Pörtschach und St. Veit) logisch erscheinen. Aber auch ein vergessener, slawischer Name ist nicht auszuschließen. Der Ortsname nach dem heiligen Veit, der bei Ortschaften mit Slawenbesiedlung häufig gewählt wurde, ist seit dem Jahre 1316 als „ze Sand Veit“ urkundlich nachweisbar. Diese Form finden wir auch in Urkunden der Jahre 1379 und 1395.
Die heutige Namensform erscheint erstmals in einer Urkunde aus dem Jahre 1395, in dieser wird eine Bauernhube als „pey sand Veyt in der Gegent gelegen“ beschrieben. Im 15. Jahrhundert gab es noch Formen wie „wenig Sand Veit“ (um es von St. Veit an der Glan abzuheben), oder „wenig Sant Veit bey Neumarkt“. Seit dem 16. Jahrhundert wird vorwiegend der heutige Name verwendet.
Hin und wieder kommt auch „St. Veit bei Altenhaus“ vor. Der Ort ist kein Bauerndorf, sondern eher ein Kirchweiler oder Gutsweiler. Aufgrund der Siedlungsform gilt als sicher, dass hier zunächst ein einziger großer Gutshof mit Kirche bestanden hat. Dieser kann nur im Besitz eines Adeligen gewesen sein. Bis ins 12./13. Jahrhundert war es den Grundherrn gestattet, bei ihren Anwesen Kirchen und Kapellen zu errichten. Sankt Veit in der Gegend war also, wie erwähnt, bereits zur Slawenzeit besiedelt und im 10. oder 11. Jahrhundert gab es hier einen Gutshof mit einer Eigenkirche. Die erste schriftliche Aufzeichnung über Sankt Veit lässt sich auf den 21. Dezember 1316 von Pfarrer Hainreich zurückführen.
1379 werden erstmals Bewohner von Sankt Veit urkundlich erwähnt: am 24. April beurkundeten Simon und Hans und ihre Geschwister, dass ihnen ein Abt aus Sankt Lambrecht eine Hube am Plaxen (heute Plaxner) zu Kaufrecht verliehen habe. Somit sind sie die ersten, uns namentlich bekannten Pfeiter, die wahrscheinlich beim Leitamoarhof zu Hause gewesen sind. Weiters wissen wir von dem Schuster Sigmund, der vom Ritter Hans Gradenegger zwei Gehöfte zu Kaufrecht verliehen bekam. Damit erfahren wir erstmals über einen Grundherrn, der ein Adeliger war. Diese zwei Gehöfte (Voglgut und Taferngut) gehörten später u. a. zum Stift Sankt Lambrecht, aber auch zu Dürnstein und damit zum Bistum Gurk. Bis ins Spätmittelalter lassen sich sechs Bauerngüter nachweisen, das ist die älteste noch fassbare Dorfanlage.

## Gemeinde
Von 1850 bis 1964 war Sankt Veit in der Gegend eine eigenständige Gemeinde. Mit 1. Jänner 1965 wurde sie an die Gemeinde Mühlen angeschlossen. Der letzte Bürgermeister von Sankt Veit in der Gegend war Josef Fritz.

## Kultur und Sehenswürdigkeiten
- Katholische Pfarrkirche St. Veit in der Gegend
- Schloss Velden, denkmalgeschützter Spätrenaissancebau

## Wirtschaft und Infrastruktur
Der überwiegende Anteil der ortsansässigen Betriebe ist dem Primärsektor zuzuordnen. An Industrie sind vor allem ein überregionales Sägewerk sowie ein holzverarbeitender Betrieb in den steilen Südhängen des Alpl zu nennen. Ausgelegt sind diese Betriebe vor allem auf die Produktion für den nationalen Bereich, jedoch sind auch Exportbestrebungen in den EU-Raum erkennbar. Der Tertiärsektor ist relativ dünn ausgeprägt, in diesem Wirtschaftsbereich wäre nur ein ortsansässiger Tierarzt zu nennen.
Sankt Veit in der Gegend hat wie viele Ortschaften in ländlichen Regionen mit Landflucht und Pendlertum zu kämpfen. Dies ist vor allem auf den Mangel von Arbeitsplätzen außerhalb der Landwirtschaft zurückzuführen.